# تشانجو سامانثا موال
تشانجو سامانثا موال (بالإنجليزية: Chanju Samantha Mwale)‏ هي محامية وضابط في الجيش الملاوي.
كانت أول محامية في قوات الدفاع الملاوية وفي عام 2016م أصبحت أول ضابطة في الجيش الملاوي يتم ترقيتها إلى رتبة ملازم أول.
تم نقلها إلى دور بحثي في عام 2016م، وهي خطوة زعمت أنها غير قانونية واقتيدت إلى المحكمة العليا في ملاوي. لم تستمع المحكمة إلى القضية واختارت موال التقاعد من الجيش.